# Johan Ross den yngre
Johan (Johannes) Ross, född 1723 i Göteborg, död 21 september 1767 i Göteborg, var en svensk kyrkomålare. 
Han var son till målarmästaren Johan Ross och Christina Thelin och från 1754 gift med Eleonora Dorotea Dreyer samt bror till Maria Carowsky. Ross gick i lära för sin far 1737–1742 och arbetade 1751 hos en målare Schultz i Stockholm. Han blev mästare i Göteborgs Målareämbete 1752 och beviljades burskap i Göteborg 1753. Han var huvudsakligen verksam som medhjälpare till sin far när han utförde kyrkodekorationer. Enligt skråprotokollen från Göteborgs målarämbete spelade han en betydande roll i arbetet inom målarämbetet.  